# Аустро-руски споразум (1897)
Аустро-руски споразум из 1897. године је тајни споразум о одржавању статуса кво на Балкану. У мају 1897. године, министри спољних послова Русије и Аустроугарске, М. Н. Муравјев и гроф А. Голуховски, имали су размену писама. Као резултат тога, постигнут је Аустро-руски споразум о очувању статуса кво на Балкану.